# Forward in Faith Ministries International
Forward in Faith Ministries International (FIFMI), znany też jako Zimbabwe Assemblies of God Africa (ZAOGA) – chrześcijański kościół zielonoświątkowy, który narodził się w Zimbabwe i rozprzestrzenił się na wiele krajów.
FIFMI liczy w Zimbabwe 2,25 mln wiernych w 5625 zborach i tym samym jest największą denominacją w kraju.
Kościół został zapoczątkowany pod koniec 1950 roku przez grupę zielonoświątkowców z Misji Wiary Apostolskiej Południowej Afryki, która zebrała się wokół charyzmatycznego Ezekiela H. Guti, który nadal prowadzi kościół i posiada tytuły doktora, apostoła i arcybiskupa. Kościół posiada wiele przedszkoli, dwie szkoły podstawowe i dwie szkoły średnie, trzy szkoły biblijne w Harare, Chiredzi i w Bulawayo, a także prowadzi Dom dziecka i uniwersytet.
Na początku swojej działalności FIFMI chwilowo wchodziło w skład Światowej Wspólnoty Zborów Bożych.